# Crucișătorul Elisabeta

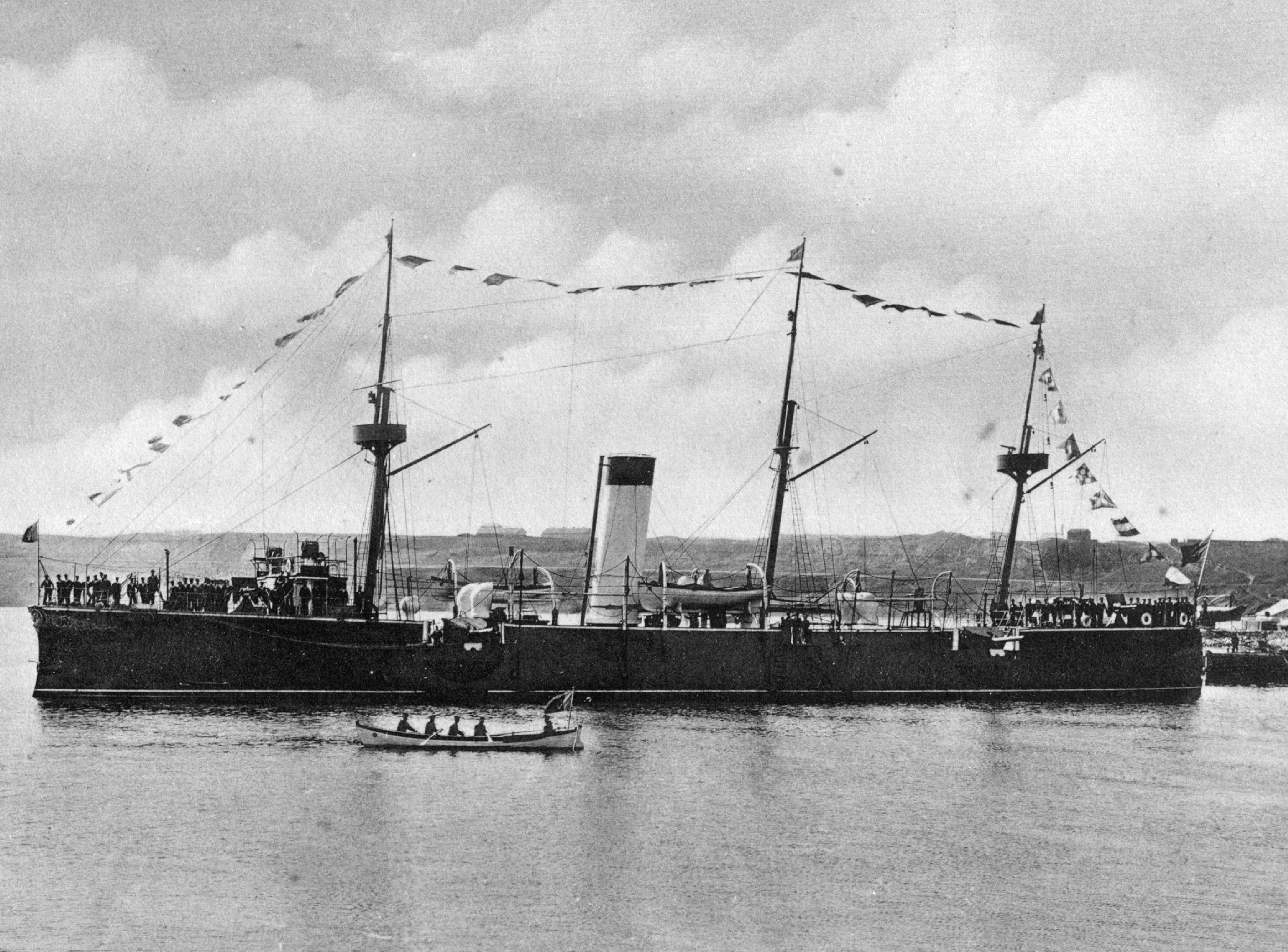
Crucişătorul Elisabeta

Crucișătorul Elisabeta a fost nava-amiral a Flotei Militare Române între anii 1888 - 1918. Nava fost numită după prima regină a României, Elisabeta.
Cu acest crucișător, Grigore Antipa a participat timp de nouă luni, în 1893, la o expediție științifică internațională în jurul Mării Negre. Nava a fost pusă la dispoziția lui Antipa de către regele Carol I al României.

## Caracteristici tehnice
Crucișătorul Elisabeta, primul crucișător al Marinei Militare Române, a fost construit în anul 1888 la Șantierul Naval „Armstrong, Mitchell & Co. Ltd” din Newcastle upon Tyne și a intrat în serviciul Marinei Militare Române la 5 noiembrie 1888.
Nava, construită din oțel, avea lungimea totală de 73,150 metri, un pescaj mediu de 3,683 metri pentru un deplasament de 1330 de tone, grosimea blindajului variind între 88 mm și 25,4 mm. Propulsia era realizată de două elice cu trei aripi și un pas de 2,971 metri mișcate de două mașini de 4.700 CP. Nava avea trei catarge cu vergi pentru vele a căror suprafață totală era de 513 metri pătrați.
Armamentul navei era compus din:
- 4 tunuri Krupp de 150 mm așezate în semiturele;
- 4 tunuri Nordenfeld de 57 mm cu tragere rapidă;
- 2 tunuri revolvere Hotchkiss de 37 mm;
- 2 mitraliere Nordenfeld;
- 4 tuburi lanstorpile.

Ca urmare a refuzului autoritătilor turce de a permite trecerea navei înarmate prin Bosfor, s-a luat hotărârea de a aduce nava neînarmată, iar tunurile au fost aduse pe Dunăre și montate pe navă în Arsenalul de la Galați.
Prima stație de radiotelegrafie a Marinei Române a fost instalată la bordul crucișătorului Elisabeta, asigurând comunicații pe o rază de 100 km.

## Participarea la acțiuni navale
Primul căpitan al navei a fost colonelul Ioan Murgescu, apoi din 1889 până în 1898 căpitan a fost Vasile Urseanu.
Călătoria spre România a crucișătorului Elisabeta a început pe 14/26 octombrie 1888, nava ancorând pe 5 noiembrie 1888 în Arsenalul Marinei din Galați.
Nava, a cărui echipaj în epoaca respectivă era format din 14 oﬁțeri și 23 grade inferioare, a făcut parte din flotila internațională în Primul Război Balcanic și a asigurat protecția Consulatului și Legației României de la Istanbul.
În Primul Război Mondial, crucișătorul Elisabeta a fost bazat în portul Sulina asigurând apărarea antiaeriană și împiedicând pătrunderea navelor inamice pe Dunăre (respingând, printre altele, atacul crucișătorului german SMS Breslau).
Nava a fost scoasă din serviciu în anul 1920 însă tunurile sale au continuat a fi folosite până în 1949, formând o baterie de coastă la Agigea.

## Crucișătorul Elisabeta și sărbătorile navale
În cei 30 de ani de activitate, crucișătorul Elisabeta a fost nava amiral a Marinei Române și a reprezentat România la diferite manifestări internaționale (serbările columbiene de la Genova în 1892 sau inaugurarea Canalului Kiel în 1895).
Ziua Marinei Române este legată de crucișătorul Elisabeta căci prima sărbătorire oficială a fost realizată la 15 august 1902 printr-un oficiu religios la bordul navei.